# 鳥栖市立基里小学校
鳥栖市立基里小学校（とすしりつ きざとしょうがっこう）は、佐賀県鳥栖市曽根崎町にある公立小学校。

## 概要
歴史
1874年（明治7年）創立。数回の改組・改称を経て、現校名になったのは、1954年（昭和29年）。2024年（令和6年）に創立150周年を迎えた。
校章
中央に校名の頭文字である「基」を配している。
校歌
1947年（昭和22年）に制定。作詞は古賀哲、作曲は陶山聡による。
教育活動
鳥栖市立基里中学校と連携型小中一貫教育を行っている。
通学区域
鳥栖市の後に「原町、曽根崎町、姫方町、酒井西町、酒井東町、水屋町、飯田町、幡崎町、松原町（1～6班）、桜町（JR九州鹿児島本線以西を除く。）」が続く地域。中学校区は鳥栖市立基里中学校。

## 沿革
- 1874年（明治7年）- 習成小学校の分校として「酒井分校」と「姫方分校」が開校。
- 1875年（明治8年）- 習成小学校が田代小学校に改称。
- 1876年（明治9年）- 「水屋分校」を設置。
- 1877年（明治10年）- 姫方分校の校舎を姫古曽神社境内に新築移転。
- 1886年（明治19年）8月 - 田代小学校が「尋常田代小学校」に改称。高等田代小学校（4年制）が併置される。
- 1889年（明治22年）
  - 4月1日 -  町村制施行により、基肄郡4村（酒井東、酒井西、姫方、飯田）が合併し、基里村が発足。
  - この年 - 姫方分校が廃止される。
- 1890年（明治23年）- 酒井分校校舎が曽根崎四ツ木に移転。高等田代小学校の校舎が上町に新築され、移転を完了。旧校舎は、尋常田代小学校の校舎とする。
- 1892年（明治25年）
  - 4月1日 - 尋常田代小学校から分離の上、「基里尋常小学校」として分離独立。
  - 6月1日 - 田代高等小学校の運営の主体が、基山・基里・田代三ヶ村組合となる。
- 1896年（明治29年）4月1日 - 基肄郡・養父郡・三根郡が合併し、三養基郡が発足。
- 1900年（明治33年）- 初代校医を委嘱。
- 1906年（明治39年）6月 - 校舎を現在地に移転を完了。新校舎の一部が完成。、
- 1907年（明治40年）1月 - 新校舎が完成。
- 1908年（明治41年）4月 - 改正小学校令により、尋常科が4年制から6年制に延長されたため、尋常科5年を新設。
- 1909年（明治42年）4月 - 尋常科6年を新設。
- 1910年（明治43年）4月 - 三ヶ村組合立田代高等小学校の廃止に伴い、高等科を併置の上、「基里尋常高等小学校」に改称。
- 1914年（大正3年）- 仮校舎を改築。
- 1916年（大正5年）11月 - 天皇が来校し休憩を行う。
- 1918年（昭和3年）- 講堂、特別教室等が完成。
- 1936年（昭和11年）12月 -  新校舎が完成。
- 1938年（昭和13年）- 校歌（初代）を制定。作詞は大石亀次郎、作曲は陶山聡による。
- 1939年（昭和14年）- 北白川宮成久王が来校。
- 1941年（昭和16年）4月1日 - 国民学校令施行により、「基里村国民学校」に改称。尋常科を初等科に改める。
- 1943年（昭和18年）- 校歌（二代目）を制定。作詞は古賀靖彦、作曲は陶山聡による。
- 1947年（昭和22年）
  - 4月1日 - 学制改革が行われる。
    - 基里村国民学校の初等科が、新制小学校「基里村立基里小学校」（6年制）に改組・改称。
    - 基里村国民学校の高等科が青年学校普通科とともに、新制中学校「基里村立基里中学校」（3年制）に改組・改称。当初、小学校に併設される。

  - この年 - 新校歌（三代目・現校歌）を制定。作詞は古賀哲、作曲は陶山聡による。
  - 9月 - 育友会が発足。
- 1948年（昭和23年）12月 - 学校給食（ミルク給食）を開始。
- 1954年（昭和29年）4月1日 - 町村合併・市制施行により、「鳥栖市立基里小学校」（現校名）に改称。
- 1956年（昭和31年）
  - 4月 - 鳥栖市立基里中学校が新校舎へ移転したため、中学校旧校舎が移管される。
  - 7月 - 講堂と工作室の補強工事が完了。
- 1958年（昭和33年）- 完全給食を開始。
- 1960年（昭和35年）- 校門を改修。
- 1961年（昭和36年）8月 - プールが完成。
- 1963年（昭和38年）3月 - 信号機の設置に伴い、校門を移転。
- 1964年（昭和39年）4月 - 特殊学級を開設。
- 1965年（昭和40年）9月 - 岩石園が完成。
- 1968年（昭和43年）9月 - 交通公園が完成。
- 1973年（昭和48年）8月 - 体育館建設のために講堂・理科室・理科準備室・家庭科室を解体。
- 1974年（昭和49年）4月 - 体育館が完成。
- 1975年（昭和50年）7月 - 新校旗を制定。
- 1976年（昭和51年）
  - 1月 - 通学用として黄色の帽子を制定。
  - 3月 - 鉄筋コンクリート造3階建て校舎改築（第一期工事・普通教室12）が完了。
  - この年 - 開校100年祭記念式典を挙行。
- 1977年（昭和52年）3月 - 校舎改築（第二期工事・普通教室6・理科室・家庭科室・図工室・給食室）が完成。
- 1978年（昭和53年）4月 - 校舎改築（第三期工事・管理棟）が完成。
- 1979年（昭和54年）9月 - 新プールが完成。
- 1980年（昭和55年）8月 - 運動場に遊具を設置。
- 1981年（昭和56年）- 運動場の南側に茶園を造成。
- 1986年（昭和61年）- 放課後児童クラブ「仲よし会」を設置。
- 1997年（平成9年）9月 - 新体育館が完成。
- 2000年（平成12年）12月 - 普通教室棟・給食室の大規模改造が完了。
- 2001年（平成13年）- 管理棟の大規模改造工事が完了。パソコン室を新設。
- 2002年（平成14年）- プールの改修工事が完了。

## 交通
最寄りの鉄道駅
- JR九州 長崎本線「鳥栖駅」・「田代駅」

最寄りの幹線道路
- 国道3号・佐賀県道246号鳥栖停車場曽根崎線 「曽根崎」交差点
- 九州自動車道・長崎自動車道・大分自動車道 「鳥栖IC」

## 周辺
- 鳥栖学校給食センター
- 若竹幼稚園
- 鳥栖市民体育センター
- 基里まちづくり推進センター
- 鳥栖市社会福祉協議会基里地区社協
- 基里運動公園
- 山下川

## 参考資料
- 「鳥栖市史」（1982年（昭和57年）5月, 鳥栖市）